# Schottenkloster
Als Schottenklöster werden diejenigen Klöster auf dem europäischen Kontinent bezeichnet, die im Hochmittelalter um 1200 überwiegend im süddeutsch-österreichischen Raum von Mönchen oder für Mönche der iroschottischen Kirche gegründet wurden. Eine wichtige Quelle für die Frühgeschichte der Schottenklöster ist die Vita Mariani Scotti.

## Iroschottische Klöster und Schottenklöster
Bereits seit dem Frühmittelalter war von Irland eine erste Welle reger Missionstätigkeit ausgegangen (siehe iroschottische Mission). Bei Klöstern, die schon im 6. bis 10. Jahrhundert von iroschottischen Mönchen gegründet wurden, spricht man in der Regel von iroschottischen Klostergründungen und nicht von Schottenklöstern. 

## Bekannte Schottenklöster und Schottenkirchen
- Schottenkloster Eichstätt
- Schottenkloster St. Jakob in Erfurt mit der Schottenkirche (Erfurt) (um 1136)
- Schottenkloster Kelheim
- Schottenkloster Kiew (2. Hälfte 12. Jahrhundert)
- Schottenkloster Konstanz (1142)
- Schottenkloster Memmingen (1178/81)
- Schottenkloster Nürnberg (1140)
- Schottenkloster St. Jakob (Regensburg) mit der Schottenkirche St. Jakob (Regensburg)
- Kloster St. Peter (Regensburg) (um 1100)
- Schottenstift in Wien mit der Schottenkirche (Wien) (1155/56)
- Schottenkloster Würzburg (1138)
- Priorat Ross Carberry (1218?) in Irland zur Rekrutierung von Novizen für die Klöster auf dem Festland